# Między wierszami (film)
Między wierszami (ang. The Words) – amerykański film obyczajowy z 2012 roku oparty na scenariuszu i reżyserii Briana Klugmana i Lee Sternthala. Wyprodukowany przez CBS Films.
Premiera filmu miała miejsce 27 stycznia 2012 roku podczas Festiwalu Filmowego w Sundance oraz 7 września w Stanach Zjednoczonych.

## Fabuła
Pisarz Rory Jansen (Bradley Cooper) odnosi sukces na rynku literackim. Jego powieść zachwyca czytelników słownictwem, świeżością i przesłaniem. Jansen robi oszałamiającą karierę. Nie wie, że przyjdzie mu się zmierzyć z konsekwencjami kradzieży cudzej pracy.

## Obsada
- Bradley Cooper[1][2] jako Rory Jansen[3]
- Zoe Saldaña[2] jako Dora Jansen[4]
- Olivia Wilde[2][5] jako Daniella[6]
- Jeremy Irons[1] jako starzec
- Ben Barnes[6] jako młodzieniec[3]
- Dennis Quaid[2] jako Clay Hammond[3]
- J.K. Simmons[6] jako ojciec Rory’ego[4]
- John Hannah[6] jako Richard Ford
- Nora Arnezeder jako Celia
- Željko Ivanek jako Cutler

i inni

## Produkcja
Zdjęcia kręcono w Montrealu.